# Dikasteriet för helgonförklaringar

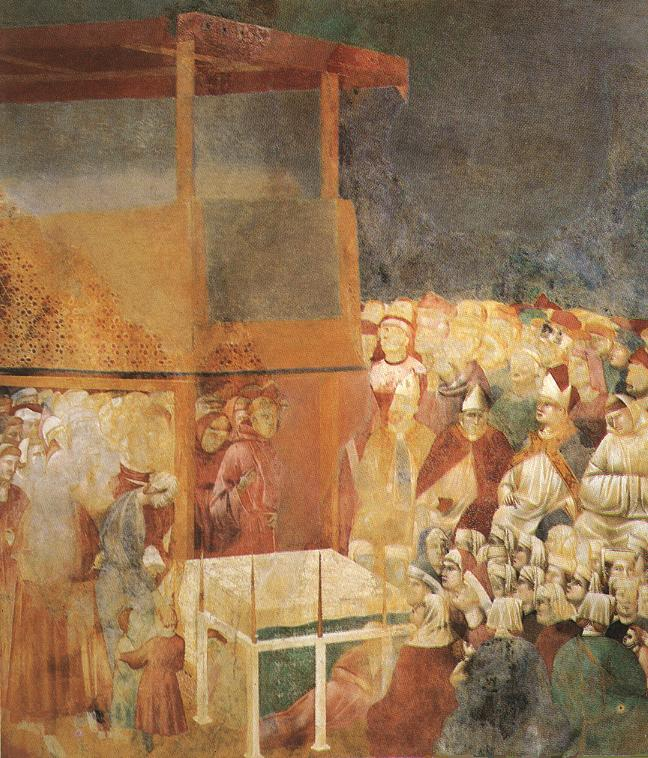
"Kanoniseringen av helige Franciskus", Giotto di Bondone. Kanoniseringen skedde 1228 av påve Gregorius IX.

Dikasteriet för helgonförklaringar, tidigare Kongregationen för helgonförklaringsprocesser är en kongregation inom den romerska kurian som utreder huruvida någon är helgon eller inte.
Kongregationen har sitt upphov i den år 1588 av påve Sixtus V inrättade Ritkongregationen, som upprättades med den apostoliska konstitutionen Immensa Aeterni Dei. Dess uppgift var bland annat att handha frågor om utövandet av vördnad av personer som av kyrkans anhängare uppgavs vara helgon. År 1969 författade påve Paulus VI Sacra Rituum Congregatio som uppdelade denna kongregations uppgifter på två olika organ, ett för gudomlig tillbedjan och ett för helgonprocesser. Därmed upprättades Kongregationen för helgonförklaringsprocesser, men fick sitt nuvarande namn år 1988 genom Johannes Paulus II:s apostoliska konstitution Pastor Bonus.
Kongregationen leds av en prefekt, som i egenskap av medlem av kurian är en av kardinalerna. Förutom en sekreterare och annan ledning, består kongregationen av ett tjugotal medarbetare. Dessa är kardinaler, ärkebikopar och biskopar. I kongregationen ingår också en företrädare för tron (teologisk prelat).
Frågor som kongregationen ägnar sig åt handlar om utredningar som kan leda till beatificering och kanonisering. Dessa utnämningar skapar inte helgonskapet ifråga, utan fungerar som ett erkännande att hela kyrkan kan uppta personen, som redan är helgon, i sin liturgi. Nödvändigheten att utreda personer som omgärdades av helgonkulter iakttogs vid ett koncilium i Kartago år 419, för att förhindra kätteri och bluffar. Därefter ankom det på biskopar att utröna eventuella helgonskap, varefter någon kunde benämnas "sankt" om vederbörande hade utverkat mirakler. Detta ledde till att personen fick vördas lokalt i kyrkans lokala liturgi. För att vördas i den världsvida kyrkans liturgi började dock under medeltiden avkrävas samma erkännande av påven. Processen började formaliseras med de år 1234 av Gregorius IX inrättade normerna för sådant förfarande. Dessa normer gällde emellertid endast universella helgonskap, medan biskoparnas tillvägagångssätt inte stadgades i lag förrän i slutet av 1500-talet. Dock var det redan under medeltiden en oskriven regel att biskoparna skulle rådfråga läkarexpertis och efterfråga ögonvittnesskildringar på samma sätt som påven redan var förbunden till. Detta förfarande blev med inrättandet av Ritkongregationen år 1588 ålagt påven som delegerade vissa arbetsuppgifter till kongregationen. I kongregationen ingick från första början också teologer som utredde den gudomliga naturen i miraklerna. Den medicinska expertisen (consulta medica) utgörs av läkare som är troende katoliker, medan deras arbete föregås av läkarutlåtanden av intresse som kan utföras av medicinskt behöriga av vilken trosuppfattning som helst. Även om kongregationen har att utreda frågor om helgonskap, är det ändå påven som slutligen beatificerar eller kanoniserar.

## Prefekter för Dikasteriet för helgonförklaringar
- Paolo Bertoli: 1969–1973
- Luigi Raimondi: 1973–1975
- Corrado Bafile: 1976–1980
- Pietro Palazzini: 1980–1988
- Angelo Felici: 1988–1995
- Alberto Bovone: pro-prefekt 1995–1998, prefekt 1998
- José Saraiva Martins: 1998–2008
- Angelo Amato: pro-prefekt 2008–2010, prefekt 2010–2018
- Giovanni Angelo Becciu: 2018–2020
- Marcello Semeraro: 2020–